# Yohoia tenuis
La yohoia (Yohoia tenuis) è un artropode marino estinto, vissuto tra il Cambriano inferiore e il Cambriano medio (tra 520 e 505 milioni di anni fa). I suoi resti sono stati rinvenuti nel famosi giacimenti di Maotianshan in Cina e di Burgess Shales in Canada.

## Descrizione
Il corpo di questo animale, lungo pochi centimetri, era allungato e relativamente sottile, dotato di dieci segmenti con appendici uniramate. Queste appendici erano lobate e provviste di setae, strutture simili a peli probabilmente utili all'animale per muoversi. Altri tre segmenti posteriori, invece, erano cilindrici e sprovvisti di qualunque appendice, mentre il segmento finale (telson) era largo e appiattito. Il capo era invece dotato di un paio di appendici allungate e dotate di spine, note semplicemente come “grandi appendici”, che probabilmente venivano utilizzate per afferrare le prede. Al di sotto dello scudo cefalico erano presenti tre paia di arti ambulacrali.

## Scoperta e classificazione
All'epoca della sua scoperta nel giacimento di Burgess, nel 1911, Charles Doolittle Walcott aveva classificato la yohoia tra i crostacei branchiopodi, sostenendo che le grandi appendici cefaliche erano proprie solo degli esemplari maschi e servivano a trattenere le femmine durante l'accoppiamento. Strutture analoghe, in effetti, sono presenti in molti branchiopodi. Stoermer, dal canto suo, nel 1959 aveva accostato questo enigmatico animale ai Trilobitoidea, a causa di una presunta somiglianza degli arti cefalici con quelli dei trilobiti. Lo studio di Harry Whittington, nel 1974, chiari che la yohoia non era un trilobitoide, a causa dell'unicità delle sue “grandi appendici” e di altre caratteristiche del corpo allungato. A prima vista, la yohoia sembrerebbe simile al classico modello base di artropode primitivo, ma i caratteri evoluti sono chiari: la yohoia, quindi, era evidentemente un animale specializzato.

## Specie e ritrovamenti
I primi esemplari di yohoia furono rinvenuti nel giacimento di Burgess, e vennero classificati nella specie Yohoia tenuis. In seguito, nel corso degli anni '80, altri esemplari di questo animale vennero trovati in Cina, nel giacimento di Maotianshan, risalente a circa 20 milioni di anni prima: queste forme dimostrano che il genere era largamente diffuso nel Cambriano e sopravvisse per svariati milioni di anni.